# Miękka oparzelizna jabłek

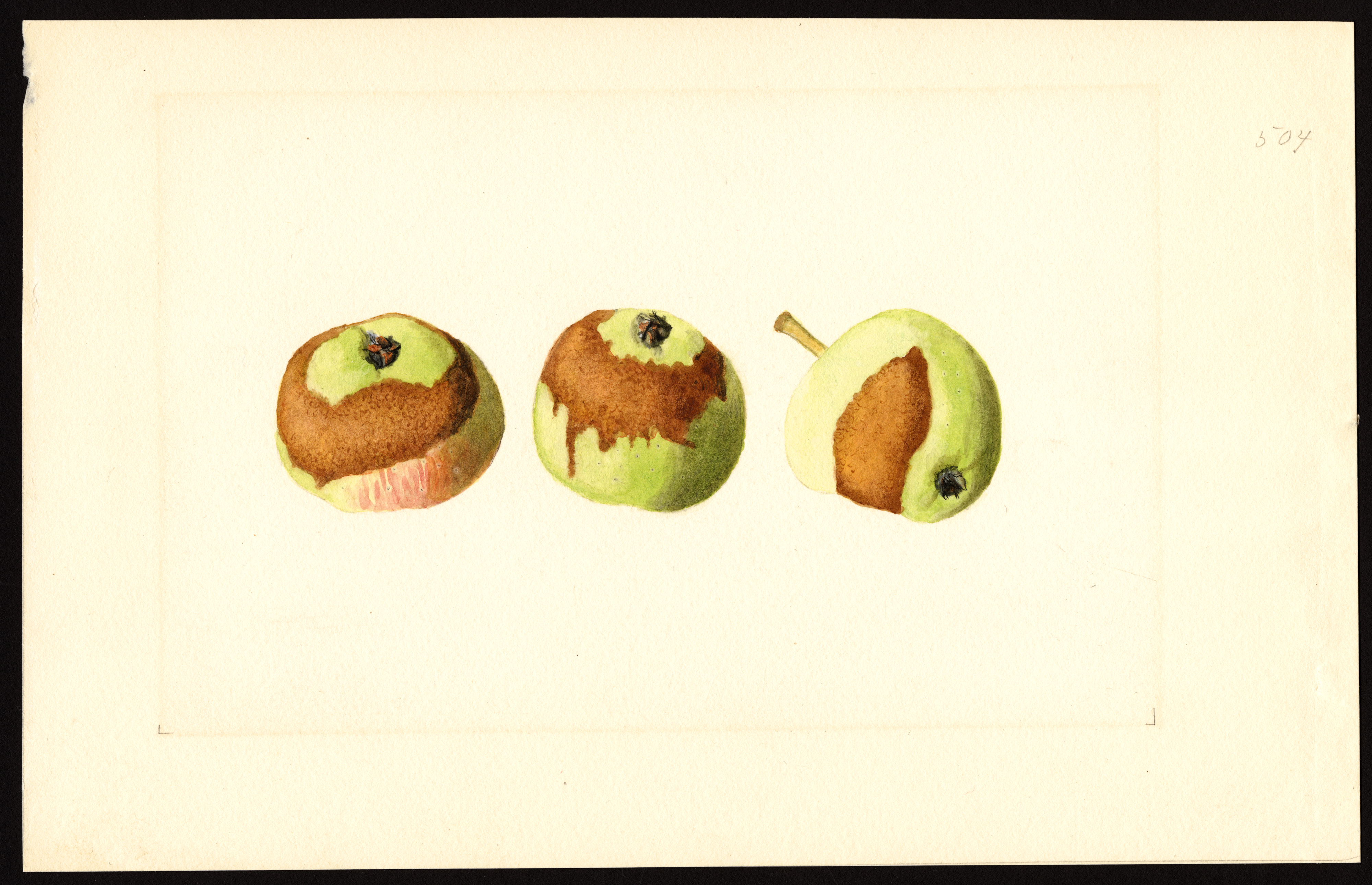

Miękka oparzelizna jabłek, głęboka oparzelizna jabłek lub miękka oparzelizna chłodniowa – nieinfekcyjna (fizjologiczna) choroba jabłek.
Objawami choroby są charakterystyczne, nieco wklęśnięte, wstęgowate plamy na skórce jabłek, wyraźnie odgraniczone od zdrowej części skórki. Pojawiają się już na początku okresu przechowywania jabłek (nawet na przełomie listopada i grudnia). Po wyjęciu takich jabłek z przechowalni nie następuje już dalsze powiększanie się plam, ale obszary chorobowych plam bardzo często ulegają wtórnym infekcjom przez grzyby z rodzajów Cladosporium lub Alternaria. Objawia się to zmianą ich barwy na czarną. Po dłuższym czasie następują powolne zmiany w miąższu jabłek.
Bezpośrednią przyczyną choroby są zaburzenie metabolizmu kwasów tłuszczowych w owocach. Jabłka, które po zbiorze są już w zaawansowanym stadium dojrzałości intensywnie oddychają, szybkie ich schłodzenie przyczynia się do powstania choroby. Aby zatem zapobiec chorobie, należy przez kilka tygodni przetrzymywać jabłka w temperaturze o około 2 °C wyższej od przewidzianej docelowej temperatury przechowywania. Inaczej jest z jabłkami o optymalnej dojrzałości. Te należy schłodzić jak najszybciej. Opóźnienie tego powoduje przyspieszenie ich dojrzewania, co z kolei może spowodować powstanie choroby przy ich późniejszym, szybkim schładzaniu.